# Американский морской чёрт
Американский удильщик, или американский морской чёрт (лат. Lophius americanus) — вид морских лучепёрых рыб из семейства удильщиковых отряда удильщикообразных.

## Описание
Общая длина тела достигает 120 см, но обычно около 90 см. Масса до 22,6 кг. Наибольшая зафиксированная продолжительность жизни 30 лет.

## Ареал и места обитания
Океаническая демерсальная (донная) рыба, обитающая в умеренных водах северо-западной Атлантики на глубинах до 670 м. Распространена вдоль атлантического побережья Северной Америки от Квебека и Ньюфаундленда (Канада) до северо-восточной Флориды (США). В северной части своего ареала американский морской чёрт живет на небольших глубинах, а в южной (южнее Северной Каролины) он встречается редко в прибрежных водах, придерживаясь значительных глубин. Обитает в водах с широким диапазоном температур от 0 до +21 °C. Встречается на дне, покрытом разными видами грунта: песком, гравием, илом, глиной, фрагментами раковин моллюсков.

## Питание
Засадный хищник. Большую часть времени он проводит в ожидании добычи совершенно неподвижно затаившись на дне, почти сливаясь с ним. Питается в основном разными рыбами и головоногими моллюсками (кальмарами и каракатицами), изредка поедая падаль.

## Размножение
Самцы американского морского чёрта впервые созревают в возрасте трёх лет при средней длине тела 36,7 см, а самки впервые созревают в возрасте четырёх лет при средней длине тела 48,5 см. Нерест происходит в мае — июне. Икринки диаметром 1,5—1,8 мм выметываются в слизевой ленте, достигающей 6—12 м в длину и 0,15—1,5 м в ширину. Плодовитость самок варьируется от 300 тысяч до 2,8 млн икринок. Кладка икринок дрейфует по поверхности океана в течение 6—100 дней в зависимости от температуры воды, пока не начнут вылупляться личинки. Молодь ведёт пелагический образ жизни, питаясь зоопланктоном. По достижении длины 7 см они начинают менять свою внешность, в течение нескольких недель принимая форму тела взрослых рыб и переходя к донному образу жизни. Морские черти быстро растут на протяжении своего первого года жизни, затем темп их роста замедляется.

## Охрана
В 2010 году организация «Гринпис» внесла американского морского чёрта в свой красный список морепродуктов (Greenpeace International Seafood Red list), в который заносят промысловые виды рыб, находящиеся под очень высокой угрозой истребления вследствие переловов.